# Minh Quang, Kiến Xương
Minh Quang là một xã thuộc huyện Kiến Xương, tỉnh Thái Bình, Việt Nam.
Tên của xã được ghép từ tên của hai xã cũ là Minh Hưng và Quang Hưng.

## Địa lý
Xã Minh Quang nằm ở phía nam huyện Kiến Xương, có vị trí địa lý:
- Phía đông giáp xã Quang Trung
- Phía tây giáp xã Minh Tân và xã Quang Minh
- Phía nam giáp xã Bình Thanh và xã Nam Bình
- Phía bắc giáp xã Quang Minh và xã Quang Trung.

Xã Minh Quang có diện tích 8,22 km², dân số năm 2019 là 9.450 người, mật độ dân số đạt 1.150 người/km².

## Lịch sử
Địa bàn xã Minh Quang hiện nay trước đây vốn là hai xã Minh Hưng và Quang Hưng thuộc huyện Kiến Xương.
Trước khi sáp nhập, xã Quang Hưng có diện tích 4,07 km², dân số là 6.003 người, mật độ dân số đạt 1.475 người/km². Xã Minh Hưng có diện tích 4,15 km², dân số là 3.447 người, mật độ dân số đạt 831 người/km².
Ngày 11 tháng 2 năm 2020, Ủy ban Thường vụ Quốc hội ban hành Nghị quyết số 892/NQ-UBTVQH14 về việc sắp xếp các đơn vị hành chính cấp xã thuộc tỉnh Thái Bình (nghị quyết có hiệu lực từ ngày 1 tháng 3 năm 2020). Theo đó, sáp nhập toàn bộ diện tích và dân số của hai xã Minh Hưng và Quang Hưng thành xã Minh Quang.